# Mad About You (canción de Hooverphonic)
«Mad About You» es una canción del grupo belga Hooverphonic, publicado como primer sencillo de su tercer disco de estudio, The Magnificent Tree (2000). Suele ser considerada una de las piezas más icónicas del grupo, y uno de sus mayores éxitos a nivel internacional.
Cantada originalmente por Geike Arnaert, primera vocalista del grupo, La canción presenta un arreglo de cuerdas arrollador que tipifica el género del trip hop. También tiene un estilo similar al de un tema de película al estilo Bond, con su orquestación y letra dramáticas. La canción trata de un amor prohibido, una idea que también se transmite en el videoclip oficial.
En una entrevista con la emisora de radio belga MNM, Alex Callier reveló que la inspiración para la canción surgió de sus encuentros con Cathy Dennis, a la que había conocido en un campamento de composición en 1998, donde habían tenido un desacuerdo por un vino con sabor a pescado, y también recordó un alocado viaje en coche con ella por Londres, conduciendo ocasionalmente por el carril equivocado. Anécdotas que acabaron siendo referenciadas en las letras de Mad About You.

## Uso en medios
Mad About You ha sido utilizada como parte de las bandas sonoras de Driven (2001), New Best Friend (2002), A Lot Like Love (2005) o Ma première fois (2012). Así mismo, ha sonado en un episodio de la serie de CBS Cold Case (quinto episodio de la tercera temporada) y en The Umbrella Academy (octavo episodio de su primera temporada) y El inocente (sexto episodio), ambas producciones de Netflix.

## Versiones
La cantante de pop cantonesa Joey Yung realizó una versión de dicha canción en cantonés en su álbum de 2002, Something About You.

## Influencias
La canción fue versionada por la banda en 2012, entonces con la vocalista Noémie Wolfs, en el álbum en directo Hooverphonic with Orchestra Live, celebrado en el Koningin Elisabethzaal de Bruselas (Bélgica). En esta edición, presenta la misma apertura que el éxito Daydream del también grupo belga The Wallace Collection, y ambas canciones presentan acordes de la escena final del ballet El lago de los cisnes, compuesto por Piotr Ilich Chaikovski. Esta fue una idea de Cédric Murrath, que es tanto el violinista de The Wallace Collection como director de orquesta del disco.

## Posición en listas
| Listas (2000-2001)                      | Posición más alta |
| --------------------------------------- | ----------------- |
| Australia (ARIA)                        | 146               |
| Bélgica (Flandes) (Ultratop 50 Singles) | 23                |
| Bélgica (Valonia) (Ultratop 50 Singles) | 35                |
| Francia (SNEP)                          | 39                |
| Italia (FIMI)                           | 8                 |
| Países Bajos (Single Top 100)           | 83                |
| Reino Unido (UK Singles)                | 104               |